# Power Station

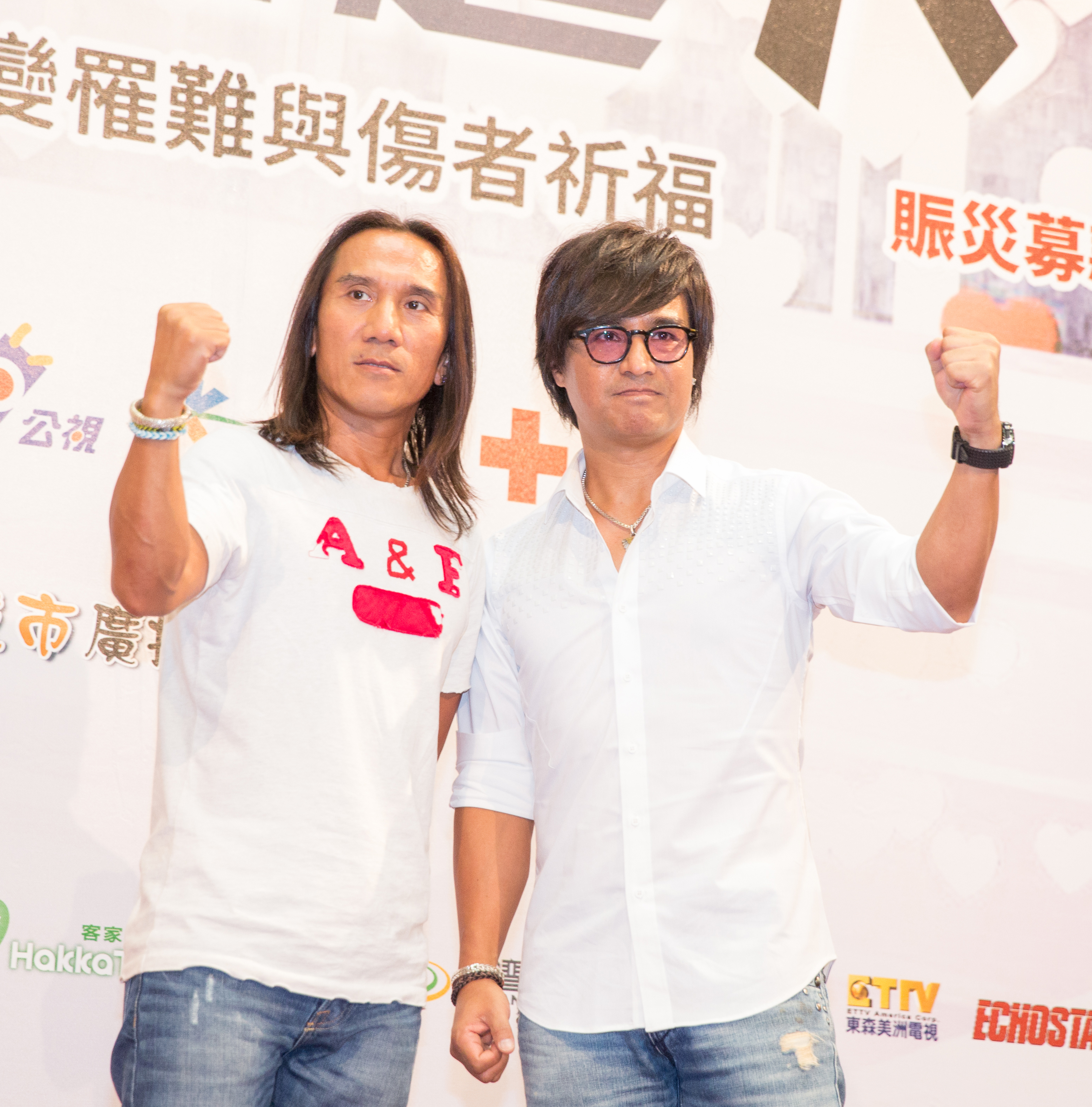

Power Station (chino tradicional: 动力火车; chino: 动力火车, pinyin: Huǒchē Dongle) es una banda de rock de Taiwán, formada por los hermanos Chiu Yu-hsin y Lin Chih-Yen.
Su música se caracteriza por interpretar baladas rock. Su estilo en el escenario se asimila con los músicos de heavy metal occidental. En 2001, lanzaron su único álbum, titulado Caminando por la calle bajo el sello discográfico de East Jhonghsiao. Con «Takie tango Budka» ganaron el segundo premio a la Mejor canción en mandarín, en la vigésimo cuarta RTHK del Top Ten de los Premios musicales Golden.